# Eliot Teltscher
Eliot Teltscher (* 15. März 1959 in Rancho Palos Verdes, Kalifornien) ist ein ehemaliger US-amerikanischer Tennisspieler.

## Karriere
Im Alter von neun Jahren begann Teltscher mit dem Tennisspielen, mit 17 Jahren befand er sich unter den Top 10 im Junioren-Ranking der Vereinigten Staaten. 1978 erhielt er ein Tennisstipendium der UCLA; das Studium brach er jedoch zugunsten einer Tenniskarriere ab.
Ab 1979 war Teltscher als Profi auf der ATP Tour unterwegs. Zwischen 1980 und 1982 hielt er sich in den Top Ten der Einzel-Weltrangliste. Seine beste Platzierung erreichte er im Mai 1982 mit Platz 6.
Mit seinem Landsmann Terry Moor stand er 1981 im Doppelfinale der French Open, sie unterlagen dort dem Schweizer Heinz Günthardt und dessen Partner, dem Ungarn Balázs Taróczy, mit 2:6, 6:7 und 3:6.
Seinen größten Erfolg feierte Teltscher zwei Jahre später, ebenfalls bei den French Open. Mit Barbara Jordan besiegte er im Mixed-Finale das US-amerikanische Duo Leslie Allen und Charles Strode mit 6:2 und 6:3. Insgesamt konnte Teltscher in seiner Karriere zehn Einzel- und vier Doppeltitel gewinnen. In den Jahren 1982, 1983 und 1985 spielte er für die US-amerikanische Davis-Cup-Mannschaft. 1988 beendete er seine Karriere.

## Erfolge
| Legende                   |
| Grand Slam                |
| Saisonendveranstaltung    |
| Grand Prix (14)           |
| ATP Challenger Series (2) |

| ATP-Titel nach Belag |
| Hartplatz (10)       |
| Sand (1)             |
| Rasen (0)            |
| Teppich (3)          |

### Einzel

#### Turniersiege

##### ATP Tour
| Nr. | Jahr               | Turnier       | Belag       | Finalgegner        | Ergebnis                |
| --- | ------------------ | ------------- | ----------- | ------------------ | ----------------------- |
| 1.  | 12. November 1978  | Hongkong (1)  | Hartplatz   | Pat DuPré          | 6:4, 6:3, 6:2           |
| 2.  | 16. September 1979 | Atlanta (1)   | Hartplatz   | John Alexander     | 6:3, 4:6, 6:2           |
| 3.  | 24. August 1980    | Atlanta (2)   | Hartplatz   | Terry Moor         | 6:2, 6:2                |
| 4.  | 5. Oktober 1980    | Maui          | Hartplatz   | Tim Wilkison       | 7:6, 6:3                |
| 5.  | 25. Januar 1981    | San Juan      | Hartplatz   | Tim Gullikson      | 6:4, 6:2                |
| 6.  | 27. September 1981 | San Francisco | Teppich (i) | Brian Teacher      | 6:3, 7:6                |
| 7.  | 23. Oktober 1983   | Tokio         | Hartplatz   | Andrés Gómez       | 7:5, 3:6, 6:1           |
| 8.  | 7. Oktober 1984    | Brisbane      | Teppich (i) | Francisco González | 3:6, 6:3, 6:4           |
| 9.  | 25. November 1984  | Johannesburg  | Hartplatz   | Vitas Gerulaitis   | 6:3, 6:1, 7:6           |
| 10. | 1. November 1987   | Hongkong (2)  | Hartplatz   | John Fitzgerald    | 6:7, 3:6, 6:1, 6:2, 7:5 |

##### Challenger Tour
| Nr. | Jahr            | Turnier   | Belag     | Finalgegner  | Ergebnis      |
| --- | --------------- | --------- | --------- | ------------ | ------------- |
| 1.  | 15. Januar 1978 | Auckland  | Hartplatz | Onny Parun   | 6:3, 7:5, 6:1 |
| 2.  | 2. Juli 1978    | Asheville | Sand      | Deon Joubert | 6:1, 7:5      |

#### Finalteilnahmen
| Nr. | Jahr               | Turnier       | Belag       | Finalgegner      | Ergebnis              |
| --- | ------------------ | ------------- | ----------- | ---------------- | --------------------- |
| 1.  | 27. August 1978    | Atlanta       | Hartplatz   | Stan Smith       | 6:4, 1:6, 1:2 Aufgabe |
| 2.  | 20. Januar 1980    | Birmingham    | Teppich (i) | Jimmy Connors    | 3:6, 2:6              |
| 3.  | 6. April 1980      | New Orleans   | Teppich (i) | Wojciech Fibak   | 4:6, 5:7              |
| 4.  | 28. September 1980 | San Francisco | Teppich (i) | Gene Mayer       | 2:6, 6:2, 1:6         |
| 5.  | 19. Oktober 1980   | Guangzhou     | Teppich     | Jimmy Connors    | 2:6, 4:6              |
| 6.  | 26. Oktober 1980   | Tokio (1)     | Hartplatz   | Ivan Lendl       | 6:3, 4:6, 0:6         |
| 7.  | 18. August 1981    | Montreal      | Hartplatz   | Ivan Lendl       | 3:6, 2:6              |
| 8.  | 25. Oktober 1981   | Tokio (2)     | Hartplatz   | Balázs Taróczy   | 3:6, 6:1, 6:7         |
| 9.  | 23. Mai 1982       | Rom           | Sand        | Andrés Gómez     | 2:6, 3:6, 2:6         |
| 10. | 10. Oktober 1982   | Melbourne     | Teppich (i) | Vitas Gerulaitis | 6:2, 2:6, 2:6         |
| 11. | 27. Februar 1983   | La Quinta     | Hartplatz   | José Higueras    | 4:6, 2:6              |
| 12. | 16. September 1984 | Los Angeles   | Hartplatz   | Jimmy Connors    | 4:6, 6:4, 4:6         |
| 13. | 11. Oktober 1987   | Scottsdale    | Hartplatz   | Brad Gilbert     | 2:6, 2:6              |
| 14. | 31. Januar 1988    | Guarujá       | Hartplatz   | Luiz Mattar      | 3:6, 3:6              |

### Doppel

#### Turniersiege
| Nr. | Jahr            | Turnier      | Belag       | Doppelpartner      | Finalgegner                       | Ergebnis      |
| --- | --------------- | ------------ | ----------- | ------------------ | --------------------------------- | ------------- |
| 1.  | 15. April 1979  | Tulsa        | Hartplatz   | Francisco González | Colin Dibley Tom Gullikson        | 6:7, 7:5, 6:3 |
| 2.  | 6. April 1980   | New Orleans  | Teppich (i) | Terry Moor         | Raymond Moore Robert Trogolo      | 7:6, 6:1      |
| 3.  | 31. Januar 1981 | Delray Beach | Sand        | Mel Purcell        | Tomáš Šmíd Balázs Taróczy         | 6:4, 7:6      |
| 4.  | 3. Oktober 1981 | Maui         | Hartplatz   | Mike Cahill        | Francisco González Bernard Mitton | 6:4, 6:4      |

#### Finalteilnahmen
| Nr. | Jahr               | Turnier      | Belag       | Doppelpartner  | Finalgegner                      | Ergebnis      |
| --- | ------------------ | ------------ | ----------- | -------------- | -------------------------------- | ------------- |
| 1.  | 13. August 1978    | Columbus (1) | Sand        | Marcelo Lara   | Colin Dibley Bob Giltinan        | 2:6, 3:6      |
| 2.  | 16. September 1979 | Atlanta      | Hartplatz   | Steve Docherty | Raymond Moore Ilie Năstase       | 4:6, 2:6      |
| 3.  | 25. Mai 1980       | Rom          | Sand        | Balázs Taróczy | Mark Edmondson Kim Warwick       | 6:7, 6:7      |
| 4.  | 10. August 1980    | Columbus (2) | Hartplatz   | Peter Fleming  | Brian Gottfried Sandy Mayer      | 4:6, 2:6      |
| 5.  | 26. Oktober 1980   | Tokio        | Sand        | Terry Moor     | Ross Case Jaime Fillol           | 3:6, 6:3, 4:6 |
| 6.  | 16. November 1980  | Wembley      | Teppich (i) | Bill Scanlon   | Peter Fleming John McEnroe       | 5:7, 3:6      |
| 7.  | 25. Januar 1981    | San Juan     | Hartplatz   | Tim Gullikson  | Chris Mayotte Tim Mayotte        | 4:6, 6:7      |
| 8.  | 22. Februar 1981   | La Quinta    | Hartplatz   | Terry Moor     | Bruce Manson Brian Teacher       | 6:7, 2:6      |
| 9.  | 7. Juni 1981       | French Open  | Sand        | Terry Moor     | Heinz Günthardt Balázs Taróczy   | 2:6, 6:7, 3:6 |
| 10. | 25. November 1984  | Johannesburg | Hartplatz   | Steve Meister  | Tracy Delatte Francisco González | 6:7, 1:6      |